# Обласні автомобільні шляхи України
Обласні автомобільні дороги — автомобільні дороги, які з'єднують адміністративні центри Криму й областей з іншими населеними пунктами в межах Криму чи області між собою та з залізничними станціями, аеропортами, річковими портами, пунктами пропуску через державний кордон і місцями відпочинку, які не належать до доріг державного значення.
Загальна протяжність 52,1 тис. км. В середньому на район припадає 106,3 км обласних автомобільних доріг. До обласних доріг відноситься 30,7 % доріг України. Обласні дороги України позначаються літерою «О» і, зазвичай, шестизначним цифровим індексом в якому перші дві цифри — номер області, другі дві — номер району за алфавітним переліком, наприклад, автомобільна дорога О 212004 Лозова—Близнюки—Барвінкове. Але є винятки — шляхи Донецької області мають чотиризначний індекс[джерело?].
Затверджуються розпорядженнями відповідної обласної державної адміністрації раз на три роки.
Стаття потребує уточнення та доповнень. Вміст застарілий.

## Вінницька область
У Вінницькій області нараховуються 133 обласні автомобільні дороги місцевого значення.

## Волинська область
У Волинській області нараховується 99 обласних автомобільних доріг місцевого значення.

## Закарпатська область
У Закарпатській області нараховується 51 обласна автомобільна дорога місцевого значення.

## Івано-Франківська область
У Івано-Франківській області нараховується 33 обласні автомобільні дороги місцевого значення.

## Львівська область
У Львівській області нараховується 33 обласні автомобільні дороги місцевого значення.

## Тернопільська область
У Тернопільській області нараховується 13 обласних автомобільних доріг місцевого значення.